# Johann von Ravenstein

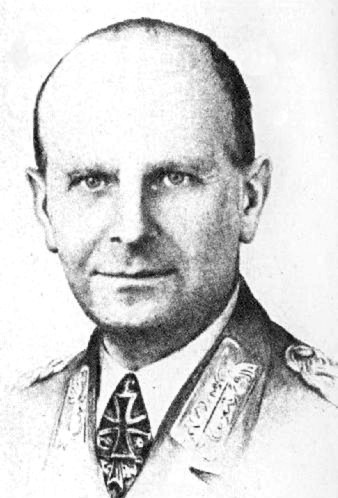
Johann von Ravenstein

Johann „Hans“ Theodor von Ravenstein (* 1. Januar 1889 in Strehlen; † 26. März 1962 in Duisburg) war ein deutscher Generalleutnant sowie Kommandeur der 21. Panzer-Division im Zweiten Weltkrieg. Er war der erste deutsche General, der im Zweiten Weltkrieg in Gefangenschaft geriet.

## Leben

### Herkunft
Ravenstein entstammte einer Soldatenfamilie. Sein Vater war der preußische Major Johann Friedrich August von Ravenstein (* 16. September 1863 in Berlin; † 28. Dezember 1905 ebenda), der am 26. Oktober 1886 in Kummelwitz Margarete von Maltzan Freiin zu Wartenberg und Penzlin geheiratet hatte. Die Ehe wurde am 9. Februar 1897 geschieden.
Der Erste aus dieser Familie, der in die Preußische Armee eintrat, war Major der im Jahr 1857 geadelter Urgroßvater Johann Friedrich August von Ravenstein (1792–1874). Dieser kämpfte gegen Napoleon und bekam dafür das Eiserne Kreuz I. Klasse. Er war außerdem Adjutant von Gebhard Leberecht von Blücher und kämpfte an dessen Seite in der Schlacht von Waterloo.

### Militärkarriere
Ravenstein trat im Alter von zehn Jahren in das Kadettenkorps ein und wurde im Anschluss daran am 24. März 1909 als Leutnant dem Grenadier-Regiment „König Wilhelm I.“ (2. Westpreußisches) Nr. 7 der Preußischen Armee in Liegnitz überwiesen. Am 1. Oktober 1902 folgte seine Versetzung nach Ostrowo in das 7. Westpreußische Infanterie-Regiment Nr. 155, wo er am 1. April 1914 zum Adjutanten des I. Bataillons ernannt wurde.
Mit Ausbruch des Ersten Weltkriegs machte sein Regiment mobil und kam an die Westfront zum Einsatz. Dort kam Ravenstein bei Longwy am 22. August 1914 erstmals gegen den Feind. Vor Verdun trat das Regiment in den Stellungskrieg über, wo Ravenstein in der Folge als Führer der 9. Kompanie verwendet wurde. Am 18. Juni 1915 folgte seine Beförderung zum Oberleutnant. Nach Kämpfen vor Fort Vaux wurde das Regiment in die Champagne verlegt. Hier übernahm er am 18. Juli 1916 die Führung der Sturm-Kompanie der 10. Reserve-Division. Er kam dann an der Somme zum Einsatz, wo Ravenstein im Oktober 1916 bei der Erkundung im St. Pierre-Vaast-Wald durch ein Artilleriegeschoss verwundet wurde. Nach einem Lazarettaufenthalt war er ab Heilig Abend wieder an der Front und beteiligte sich am 28. Dezember 1916 an der Wegnahme eines französischen Grabenabschnitts vor der Höhe 295 „Toter Mann“. Nachdem er bereits beide Klassen des Eisernen Kreuzes erhalten hatte, wurde Ravenstein am 26. Februar 1917 das Ritterkreuz des Königlichen Hausordens von Hohenzollern mit Schwertern verliehen.
Während der Frühjahrsoffensive 1918 wurde Ravenstein ab 30. März 1918 mit der Führung des I. Bataillons im Füsilier-Regiments „von Steinmetz“ (Westpreußisches) Nr. 37 beauftragt. Am 27. Mai 1918 durchbrach er mit dem Bataillon östlich von Soissons zusammen mit anderen deutschen Verbänden die gegnerische Frontlinie. Nachdem er die im Rahmen der Schlacht an der Aisne 1917 verlorenen deutschen Stellungen am Chemin des Dames überquert hatte, gelang es ihm mit zunächst 6 weiteren Offizieren, die Aisne-Brücke bei Bourg unversehrt zu überqueren und bis zum Eintreffen des Bataillons zu halten. Sein Bataillon machte 1.500 Gefangene, darunter 14 Offiziere, und erbeutete 32 Geschütze, 33 Maschinengewehre und 9 Kraftfahrzeuge. Ravenstein erhielt dafür am 23. Juni 1918 die höchste preußische Tapferkeitsauszeichnung, den Orden Pour le Mérite. Die Verleihung fand am 27. Juni 1918 in Anwesenheit seines angetretenen Bataillons aus den Händen des Divisionskommandeurs Dallmer an der Straße nördlich des Lagers Festieux statt. Bereits drei Tage vorher hatte man ihn zum Hauptmann befördert. Im Kriegsverlauf wurde er insgesamt dreimal verwundet.
Nach Kriegsende kehrte Ravenstein mit seinem Regiment in die Heimat zurück und war nach der Demobilisierung bis zu seiner Verabschiedung am 31. März 1920 Führer eines Detachements beim Grenzschutz Ost. Das sog. "Grenzschutz-Bataillon von Ravenstein" wurde im Januar 1919 im schlesischen Goldberg aufgestellt.
Anschließend besuchte er eine Universität, um Rechts- und Staatswissenschaften zu studieren. Später war er Direktor des Städtischen Verkehrs- und Presseamtes der Stadt Duisburg. Als L-Offizier war Ravenstein vom 1. Dezember 1933 bis 30. April 1934 tätig und wurde dann als aktiver Offizier im Dienstgrad eines Majors beim Stab des II. Bataillons des Infanterieregiments 18 eingestellt. Am 1. Oktober 1936 wurde er zum Oberstleutnant und am 1. August 1939 zum Oberst befördert.
Ravenstein war zu Beginn des Zweiten Weltkriegs am Überfall auf Polen und wenig später am Westfeldzug beteiligt, woraufhin er am 3. Juni 1940 das Ritterkreuz des Eisernen Kreuzes verliehen bekam. Nach der Invasion Griechenlands im April 1941 wurde er zum Generalmajor befördert. In der Zeit vom 20. Mai bis zum 29. November 1941 kommandierte er die 21. Panzer-Division in Nordafrika. Am 29. November 1941 wurde er in der Nähe von Tobruk von neuseeländischen Truppen gefangen genommen. Damit war er der erste deutsche General, der im Zweiten Weltkrieg in alliierte Kriegsgefangenschaft geriet. Von 1941 bis 1947 befand er sich in verschiedenen Gefangenenlagern in Ägypten, Südafrika, Kanada und Großbritannien. Am 1. Oktober 1943 wurde er in Abwesenheit zum Generalleutnant befördert.
Nach seiner Rückkehr nach Deutschland im Jahr 1948 war er in Duisburg bis zu seiner Pensionierung 1954 als Verkehrsdirektor tätig.

### Familie
Am 8. Februar 1918 verheiratete sich Ravenstein mit Elisabeth Marie von Oriola (* 17. Mai 1891 auf Rittergut Ober-Eisersdorf bei Glatz; † 2. Mai 1982 in Koblenz). Sie war eine Tochter von Fernando Joachim Alfons von Oriola (1855–1925) und Lory Gräfin von Wengersky (1861–1934).